# Обо (город)
Обо (фр. Obo; санго Obo) — столица префектуры Верхнее Мбому в Центральноафриканской Республике. Рядом с городом находится африканский полюс недоступности. Население — 7187 чел. (по данным 2003 года), 14 402 (2021, оценка). В городе расположен аэропорт M'boki.
По данным на январь 2011 года в городе дислоцировался армейский контингент из Уганды для защиты от повстанческой армии LRA.